# Tour der neuseeländischen Rugby-Union-Nationalmannschaft nach Großbritannien und Irland 1978
| Tour der All Blacks nach Großbritannien und Irland 1978 | Tour der All Blacks nach Großbritannien und Irland 1978 | Tour der All Blacks nach Großbritannien und Irland 1978 | Tour der All Blacks nach Großbritannien und Irland 1978 | Tour der All Blacks nach Großbritannien und Irland 1978 |
| Übersicht                                               | S                                                       | G                                                       | U                                                       | N                                                       |
| ------------------------------------------------------- | ------------------------------------------------------- | ------------------------------------------------------- | ------------------------------------------------------- | ------------------------------------------------------- |
| Test Matches                                            | 04                                                      | 04                                                      | 0                                                       | 0                                                       |
| Sonstige Spiele                                         | 14                                                      | 13                                                      | 0                                                       | 1                                                       |
| Gesamt                                                  | 18                                                      | 17                                                      | 0                                                       | 1                                                       |
|                                                         |                                                         |                                                         |                                                         |                                                         |
| England                                                 | 01                                                      | 01                                                      | 0                                                       | 0                                                       |
| Irland                                                  | 01                                                      | 01                                                      | 0                                                       | 0                                                       |
| Schottland                                              | 01                                                      | 01                                                      | 0                                                       | 0                                                       |
| Wales                                                   | 01                                                      | 01                                                      | 0                                                       | 0                                                       |

Die Tour der neuseeländischen Rugby-Union-Nationalmannschaft nach Großbritannien und Irland 1978 umfasste eine Reihe von Freundschaftsspielen der All Blacks, der Nationalmannschaft Neuseelands in der Sportart Rugby Union. Das Team reiste im Oktober und November 1978 durch Großbritannien und Irland. Es bestritt während dieser Zeit 18 Spiele, darunter vier Test Matches gegen die Nationalmannschaften der Home Nations. Die All Blacks entschieden alle Test Matches für sich und schafften damit zum ersten Mal überhaupt einen Grand Slam. Ihre einzige Niederlage während der Tour mussten sie gegen das irische Team Munster Rugby hinnehmen, die erste auf irischem Boden. Der unerwartete Erfolg von Munster inspirierte den irischen Dramaturgen John Breen, der darauf basierend das Theaterstück Alone it stands schrieb und aufführte.

## Spielplan
- Hintergrundfarbe grün = Sieg
- Hintergrundfarbe rot = Niederlage

(Test Matches sind grau unterlegt; Ergebnisse aus der Sicht Neuseelands)
| #  | Datum             | Gegner                        | Ort        | Stadion                    | Ergebnis |
| -- | ----------------- | ----------------------------- | ---------- | -------------------------- | -------- |
| 01 | 18. Oktober 1978  | Cambridge University RUFC     | Cambridge  | Grange Road                | 32:12    |
| 02 | 21. Oktober 1978  | Cardiff RFC                   | Cardiff    | Cardiff Arms Park          | 17:7     |
| 03 | 25. Oktober 1978  | West Walex XV                 | Swansea    | St Helen’s                 | 23:7     |
| 04 | 28. Oktober 1978  | London Counties               | London     | Twickenham Stadium         | 37:12    |
| 05 | 31. Oktober 1978  | Munster Rugby                 | Limerick   | Thomond Park               | 0:12     |
| 06 | 04. November 1978 | Irland                        | Dublin     | Lansdowne Road             | 10:6     |
| 07 | 07. November 1978 | Ulster Rugby                  | Belfast    | Ravenhill Stadium          | 23:7     |
| 08 | 11. November 1978 | Wales                         | Cardiff    | Cardiff Arms Park          | 13:12    |
| 09 | 15. November 1978 | South and South-West Counties | Bristol    | Memorial Ground            | 20:0     |
| 10 | 18. November 1978 | Midland Counties              | Leicester  | Welford Road Stadium       | 20:15    |
| 11 | 21. November 1978 | Combined Services             | Aldershot  | Aldershot Military Stadium | 34:6     |
| 12 | 25. November 1978 | England                       | London     | Twickenham Stadium         | 16:6     |
| 13 | 29. November 1978 | Monmouthshire                 | Newport    | Rodney Parade              | 26:9     |
| 14 | 02. Dezember 1978 | North of England              | Birkenhead | Birkenhead                 | 9:6      |
| 15 | 05. Dezember 1978 | North and Midlands            | Aberdeen   | Linksfield Stadium         | 31:3     |
| 16 | 09. Dezember 1978 | Schottland                    | Edinburgh  | Murrayfield Stadium        | 18:9     |
| 17 | 13. Dezember 1978 | Bridgend Ravens               | Bridgend   | Brewery Field              | 17:6     |
| 18 | 16. Dezember 1978 | Barbarians                    | Cardiff    | Cardiff Arms Park          | 18:16    |

## Test Matches
| 4. November 1978 | Irland                | 6 : 10        | Neuseeland                            | Lansdowne Road, Dublin Zuschauer: 50.000 Schiedsrichter: Clive Norling (Wales) |
| 4. November 1978 | Straftritte: Ward (2) | (3:3) Bericht | Versuche: Dalton Dropgoals: Bruce (2) | Lansdowne Road, Dublin Zuschauer: 50.000 Schiedsrichter: Clive Norling (Wales) |

Aufstellungen:
- Irland: Ned Byrne, Shay Deering , Willie Duggan, Mike Gibson, Moss Keane, Terry Kennedy, Alistair McKibbin, Freddie McLennan, Lawrence Moloney, Philip Orr, Colin Patterson, Fergus Slattery, Donal Spring, Tony Ward, Patrick Whelan
- Neuseeland: Douglas Bruce, Billy Bush, Clive Currie, Andy Dalton, Mark Donaldson, Brian Ford, Andy Haden, Brad Johnstone, Graham Mourie , Frank Oliver, Bill Osborne, Leicester Rutledge, Gary Seear, Mark Taylor, Stuart Wilson 
 Auswechselspieler: Bryan Williams

| 11. November 1978 | Wales                           | 12 : 13        | Neuseeland                                  | Cardiff Arms Park, Cardiff Zuschauer: 47.000 Schiedsrichter: Roger Quittenton (England) |
| 11. November 1978 | Straftritte: Davies (3) Fenwick | (12:7) Bericht | Versuche: Wilson Straftritte: McKechnie (3) | Cardiff Arms Park, Cardiff Zuschauer: 47.000 Schiedsrichter: Roger Quittenton (England) |

Aufstellungen:
- Wales: Gareth Davies, Charlie Faulkner, Steve Fenwick, Ray Gravell, Terry Holmes, Allan Martin, Graham Price, Derek Quinnell, Clive Rees, Paul Ringer, Jeff Squire, Geoffrey Wheel, J. J. Williams, J. P. R. Williams , Bobby Windsor
- Neuseeland: Douglas Bruce, Billy Bush, Clive Currie, Andy Dalton, Andy Haden, Brad Johnstone, David Loveridge, Graham Mourie , Frank Oliver, Bill Osborne, Bruce Robertson, Leicester Rutledge, Gary Seear, Bryan Williams, Stuart Wilson 
 Auswechselspieler: Brian McKechnie

| 25. November 1978 | England                           | 6 : 16         | Neuseeland                                                                  | Twickenham Stadium, London Zuschauer: 67.750 Schiedsrichter: Norman Sanson (Schottland) |
| 25. November 1978 | Straftritte: Hare Dropgoals: Hare | (6:10) Bericht | Versuche: Johnstone Oliver Erhöhungen: McKechnie Straftritte: McKechnie (2) | Twickenham Stadium, London Zuschauer: 67.750 Schiedsrichter: Norman Sanson (Schottland) |

Aufstellungen:
- England: Bill Beaumont, Tony Bond, Robin Cowling, Peter Dixon, Paul Dodge, Dusty Hare, John Horton, Barry Nelmes, Mike Rafter, John Scott , Peter Squires, Mike Slemen, Roger Uttley, Peter Wheeler, Malcolm Young
- Neuseeland: Douglas Bruce, Andy Dalton, Mark Donaldson, Andy Haden, Brad Johnstone, Gary Knight, Brian McKechnie, Graham Mourie , Frank Oliver, Bill Osborne, Bruce Robertson, Leicester Rutledge, Gary Seear, Bryan Williams, Stuart Wilson

| 9. Dezember 1978 | Schottland                                         | 9 : 18        | Neuseeland                                                                        | Murrayfield Stadium, Edinburgh Zuschauer: 69.000 Schiedsrichter: John West (Irland) |
| 9. Dezember 1978 | Versuche: Hay Erhöhungen: Irvine Dropgoals: Irvine | (6:9) Bericht | Versuche: B. Robertson Seear Erhöhungen: McKechnie (2) Straftritte: McKechnie (2) | Murrayfield Stadium, Edinburgh Zuschauer: 69.000 Schiedsrichter: John West (Irland) |

Aufstellungen:
- Schottland: Mike Biggar, Alastair Cranston, Robert Cunningham, Colin Deans, Gordon Dickson, Bruce Hay, Andy Irvine, Alan Lawson, David Leslie, Ian McGeechan , Alastair McHarg, Ian McLauchlan, Jim Renwick, Keith Robertson, Alan Tomes 
 Auswechselspieler: Iain Lambie
- Neuseeland: Douglas Bruce, Andy Dalton, Mark Donaldson, Andy Haden, Brad Johnstone, Gary Knight, Brian McKechnie, Graham Mourie , Frank Oliver, Bill Osborne, Bruce Robertson, Leicester Rutledge, Gary Seear, Bryan Williams, Stuart Wilson